# Jean Claude Eugène Péclet

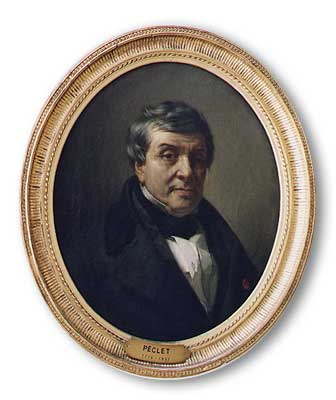
Jean Claude Eugène Péclet.

Jean Claude Eugène Péclet (* 10. Februar 1793 in Besançon; † 6. Dezember 1857 in Paris) war ein französischer Physiker.
Péclet studierte an der École Normale in Paris bei Gay-Lussac und Dulong. 1816 wurde er zum Professor am College de Marseille ernannt, wo er bis 1827 lehrte. 
Danach kehrte er nach Paris zurück, wo er 1829 gemeinsam mit Jean-Baptiste Dumas an der Gründung der  École Centrale des Arts et Manufactures (heute École Centrale Paris) beteiligt war. Dort war er in weiterer Folge als Physikprofessor und im Studienrat tätig. 
Die Péclet-Zahl ist nach ihm benannt.
| Personendaten    | Personendaten              |
| ---------------- | -------------------------- |
| NAME             | Péclet, Jean Claude Eugène |
| KURZBESCHREIBUNG | französischer Physiker     |
| GEBURTSDATUM     | 10. Februar 1793           |
| GEBURTSORT       | Besançon                   |
| STERBEDATUM      | 6. Dezember 1857           |
| STERBEORT        | Paris                      |